# ジャッキー・ピータース
ジャッキー・ピータース（Jacky Peeters、1969年12月13日 - ）は、ベルギーの元サッカー選手。元ベルギー代表。ポジションはディフェンダー。

## 来歴
1999年9月にベルギー代表デビュー。自国開催のUEFA EURO 2000にも出場した。2002 FIFAワールドカップでは3試合に出場、ベスト16となった。ベルギー代表で17試合に出場した。

## 代表歴

### 出場大会
- ベルギー代表
  - 2002 FIFAワールドカップ

### 試合数
- 国際Aマッチ 17試合 0得点（1999年-2002年）[1]

| ベルギー代表 | 国際Aマッチ | 国際Aマッチ |
| 年           | 出場        | 得点        |
| ------------ | ----------- | ----------- |
| 1999         | 4           | 0           |
| 2000         | 3           | 0           |
| 2001         | 1           | 0           |
| 2002         | 9           | 0           |
| 通算         | 17          | 0           |